# Волго-Балт (тип речных судов)
Волго-Балт — сухогрузные суда класса «река-море», предназначенные для перевозки массовых грузов (уголь, руда, зерно, щебень и т. п.) по крупным внутренним водным артериям России с выходом в море.

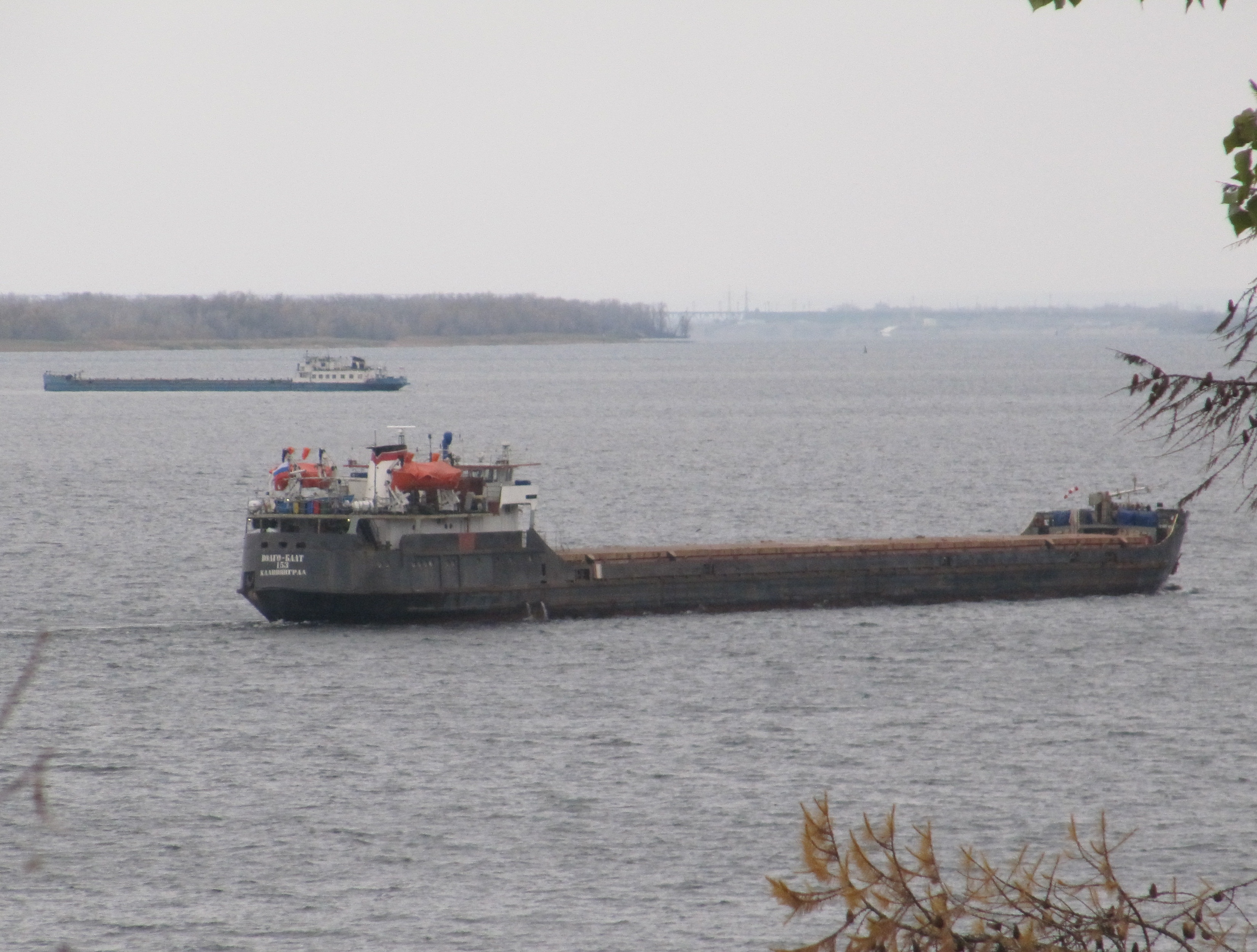
Волго-Балт 153 Калининград на Волге

Теплоходы типа «Волго-Балт» — это сухогрузные суда класса «река-море», имеющие четыре трюма с люковыми закрытиями, с баком и ютом, с двойными бортами и двойным дном, с машинным отделением и надстройкой в кормовой части.

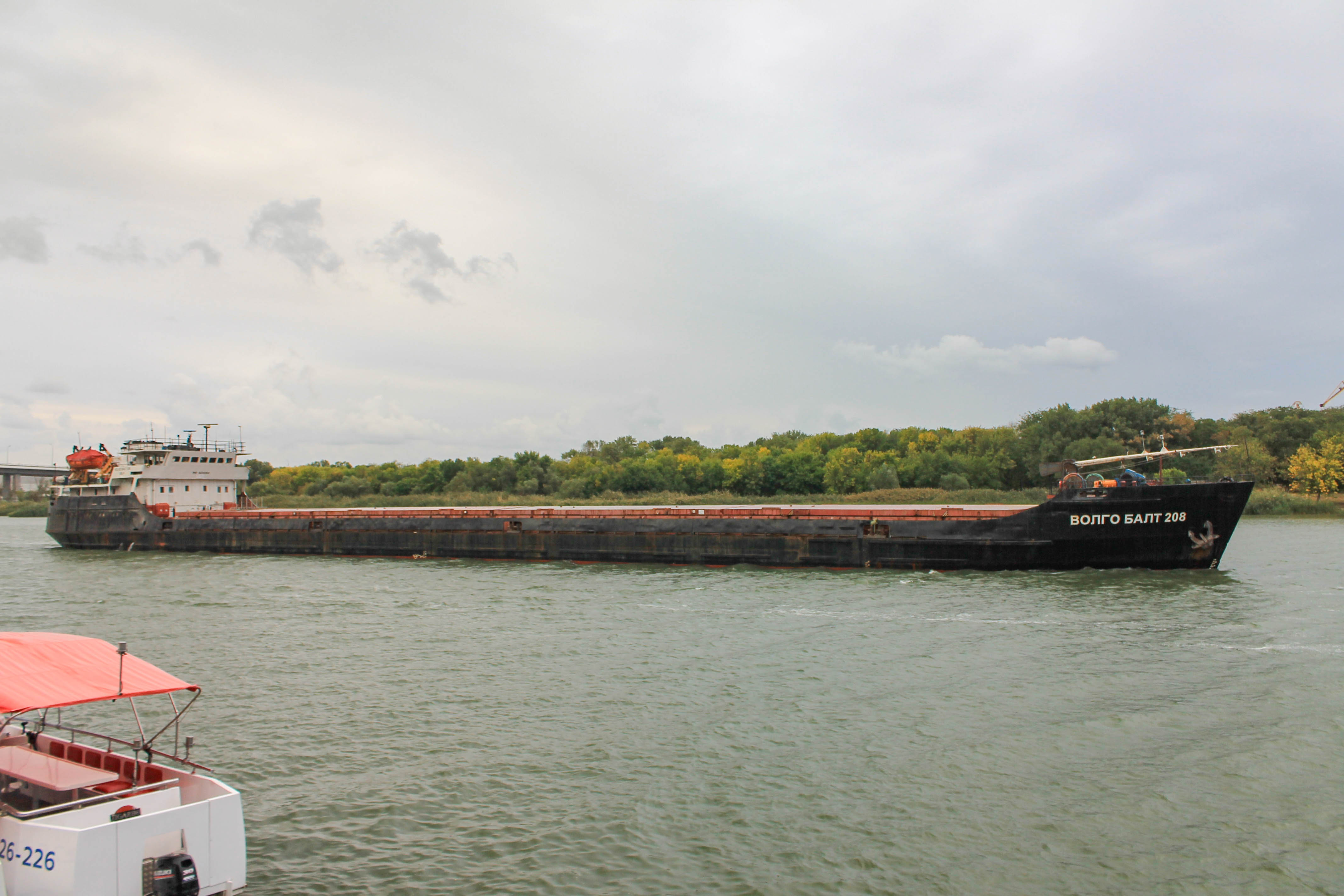
Волго-Балт 208 возле Ростов-на-Дону

Класс Речного регистра и район плавания:
Класс «М-СП». Азовское море; Балтийское море — Ботнический, Финский, Рижский заливы, 20-мильная прибрежная зона вдоль южного и восточного побережья от порта Таллин до Кильского канала, северного и западного побережья до порта Карлсхамн; Белое море — Онежская, Двинская, Кандалакшская губы, а также 20-мильная прибрежная зона южнее линии Поной — южная оконечность о. Моржовец — устье реки Мезень.
Плавание допускается на волнении до 5 баллов при высоте волны до 2,5 метров и при удалении от мест — убежищ до 50 миль. Для остальных судов — плавание в районах, соответствующих разряду «М» Речного Регистра.
Основным проектом этих судов был проект 791 начала 1960-х, на основании которого разработан проект 2-95 и его варианты, которые отличаются изменённой конструкцией рубки, обеспечивающей круговой обзор, и уменьшенным развалом бортов в носу. Суда проекта 2-95 имеют две небольшие дымовые трубы, более поздние суда (проекты 2-95A и 2-95A/R) — одну. В качестве продолжения серии проекта 2-95 строилась серия судов типа «Амур».
Теплоходы этого типа строились в СССР на Рыбинском заводе и заводе «Красное Сормово», а также за границей — в Чехословакии.

## Характеристики
- Длина: 114,02 м
- Ширина: 13,224 м
- Высота надводного борта: 2,15 (река), 2,265 (море)
- Водоизмещение: 3920 т
- Дедвейт: 2700 т
- Главный двигатель: 6-27.5 A2L